# Ammophila dolichocephala
Ammophila dolichocephala är en biart som beskrevs av Cameron 1910. Ammophila dolichocephala ingår i släktet Ammophila och familjen grävsteklar. Inga underarter finns listade i Catalogue of Life.